# Ce s-a întâmplat cu noi
„Ce s-a întâmplat cu noi” este un cântec al cântăreței de origine moldovenească Irina Rimes. Melodia a fost creată de Irina alături de Alex Cotoi și Sava Constantin. Piesa a fost lansată împreună cu un videoclip pe 14 martie 2017 și este inclusă pe primul album de studio al interpretei, Despre el (2017).

## Clasamente
| Țară (clasament)    | Poziția maximă | Referință |
| ------------------- | -------------- | --------- |
| Airplay Top 100     | 11             | [ 1 ]     |
| MediaForest (radio) | 6              | [ 2 ]     |
| MediaForest (TV)    | 3              | [ 2 ]     |
| MediaForest (anual) | 31             | [ 3 ]     |